# Takashi Kasahara (fodboldspiller, født 1988)
Takashi Kasahara (født 21. november 1988) er en japansk fodboldspiller, som spiller for den japanske fodboldklub Omiya Ardija.